# Dembor Bengtson
Dembor Onasis Bengtson Bodden (Santa Rosa de Aguán, Colón, Honduras; 26 de noviembre de 1995) es un futbolista hondureño. Juega de delantero y su equipo actual es el Club Deportivo Olimpia de la Liga Nacional de Fútbol de Honduras. Es hermano de los también futbolistas, Jerry Bengtson y Exon Bengtson.

## Trayectoria
Se inició en las reservas del Club Deportivo Vida de La Ceiba pero en 2012 llegó a Motagua Reservas bajo influencia de su hermano Jerry Bengtson quien en ese momento era goleador con el equipo de primera división. Participó con las reservas de Motagua por más de dos años y en el año 2014, a petición del D.T. argentino Diego Vásquez fue ascendido al equipo de primera división del Club Deportivo Motagua donde milita actualmente.
El 15 de febrero de 2014 hizo su debut profesional en Motagua, frente al Club Deportivo Vida, por la octava fecha del Torneo Clausura 2014, en un encuentro jugado en el Estadio Nilmo Edwards de La Ceiba. El mismo terminó 1 a 0 en favor de Motagua.
Desde el 28 de enero de 2015, es jugador del Club Deportivo Olimpia. En julio de 2015 es enviado como préstamo al equipo que lo formó desde chico, el Club Deportivo Vida de La Ceiba.

## Clubes
| Club    | País     | Año             |
| ------- | -------- | --------------- |
| Motagua | Honduras | 2014            |
| Olimpia | Honduras | 2015            |
| Vida    | Honduras | 2015 - Presente |

## Palmarés

### Campeonatos nacionales
| Título                    | Club    | País     | Año  |
| ------------------------- | ------- | -------- | ---- |
| Liga Nacional de Honduras | Motagua | Honduras | 2014 |